# توماس جي. بارنز
توماس جي. بارنز (بالإنجليزية: Thomas G. Barnes)‏ هو فيزيائي نظري وفيزيائي أمريكي، ولد في 14 أغسطس 1911 في إل باسو في الولايات المتحدة، وتوفي بنفس المكان في 21 أكتوبر 2001.